# Martin (Hampshire)
Pour les articles homonymes, voir Martin.
Martin  est un village et une paroisse civile dans le  New Forest au Hampshire. La ville la plus proche, Fordingbridge, est à 11 km au sud-est et la ville de Salisbury avec sa cathédrale est à 19 km au nord-est.

## Vue d'ensemble
Martin est situé sur la rivière Allen, un affluent de l' Avon dans le Hampshire. La rue principale du village traverse la paroisse du nord-ouest au sud-est.
Les hameaux d'East Martin et de Tidpit sont proches.
Martin est la paroisse la plus à l'ouest du Hampshire, même si elle a fait partie du Wiltshire jusqu'en 1895. La route principale  Dorchester - Salisbury passe à environ un demi-mille à l'ouest du village ( A354).
L'église de Martin date de l'époque normande bien qu'une grande partie soit du XIVe siècle. 

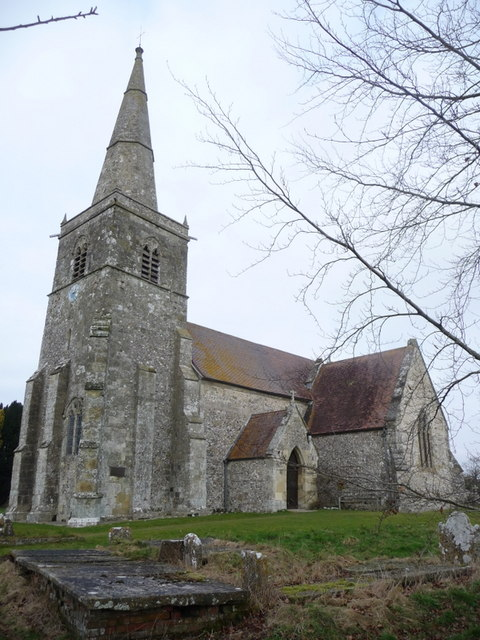
Église paroissiale de tous les saints.

Le village verdoyant a conservé la pompe communale, toute en métal.

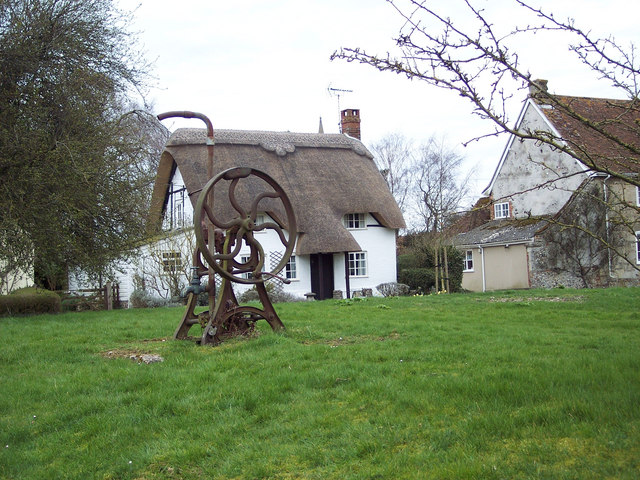
Pompe ancienne conservée.

La base de la croix du village du XVe siècle a été maintenue en place.
Les prairies calcaires de Martin Down constituent une  réserve naturelle nationale.
En 1983, Martin a été utilisé comme l'un des deux lieux témoins de la vie réelle pour l'histoire dans Doctor Who  The Awakening. L'autre village sélectionné était  Shapwick-in-Dorset.

## Histoire
Martin est entouré de sites préhistoriques dont Bokerley Dyke et le très grand  Grim's Ditch qui s'étend dans le Dorset et le Wiltshire. Knap Barrow, le tumulus, mesure 95 mètres de long, c'est le plus grand « Barrow long » dans le Hampshire.
Le nom de Martin dérive probablement du Vieil anglais "Maeretun", qui signifie "ferme de frontière" ou "Meretun", qui signifie "étang". Martin est cité pour la première fois vers 945, lorsque la terre de Martin fait partie d'une gratification accordée par le Roi Edmund à Æthelflæd de Damerham.
Dans le Domesday Book de 1086, il était inclus dans le manoir de Damerham et dépendit ensuite de ce manoir.
En 1266,  Henry III accorde à l'Abbaye de Glastonbury un marché hebdomadaire le mercredi dans le manoir de Martin et une foire la veille, le jour et le lendemain de la fête des saints Pierre et Paul. 
En 1332, Edward III accorde un marché le vendredi.
En 1483, une partie du manoir de Martin-Est de l'abbé de Glastonbury est accordée au Roi pour l'élargissement de son parc de Blagdon (Dorset).
Un manoir Martin-Ouest  pourrait provenir d'une concession du manoir de Damerham accordée par Henry de Sully Abbé de Glastonbury au XIIe siècle. Il a été annexé avant 1400 par Robert Petevyn et ensuite il a fait partie de la succession de Little Damerham. 
Le manoir voisin de Tidpit a également dépendu de l'abbaye de Glastonbury au XIIIe siècle et a ensuite fusionné avec celui de Damerham.